# Église Saints-Pierre-et-Paul de Samara
Pour les articles homonymes, voir Église Saints-Pierre-et-Paul.
L'église Saints-Pierre-et-Paul (Церковь Петра и Павла) est une église orthodoxe située à Samara en Russie. Elle dépend de l'éparchie de Samara du patriarcat de Moscou. Elle a été construite en 1865 et se trouve dans le district urbain (raïon) de Lénine. Elle est inscrite au patrimoine culturel de la fédération de Russie.

## Histoire
La construction de l'église commence en février 1863 sur les fonds d'un riche marchand de Samara du nom d'Andreï Naoumovitch Golovatchiov. Elle est construite en deux saisons et consacrée le 26 septembre 1865 sous le vocable des saints apôtres Pierre et Paul.
Une église paroissiale est ouverte en 1866 regroupant soixante-six garçons. En 1883-1884, elle est réaménagée par le marchand Vassili Andreïevitch Golovatchiov, fils du fondateur, et d'autres bienfaiteurs. Des absides de côté sont bâties près du clocher et de la trapeznaïa de façon symétrique sur 6 x 17 mètres. La première est consacrée le 3 juin 1884 en l'honneur de saint Alexandre Nevski avec une iconostase à trois niveaux. L'abside gauche est consacrée à Notre-Dame de Kazan. En 1898-1899, l'architecte de la ville, Alexandre Chtcherbatchiov, agrandit les absides de deux fois, et réaménage la décoration intérieure; les peintures murales et les iconostases sont l'œuvre d'I.V. Belooussov.
Dans les années 1930, alors qu'une campagne d'athéisme bat son plein avec son lot de démolitions d'églises, la question de la fermeture de l'église Saints-Pierre-et-Paul se pose. Elle est finalement fermée en 1939 pour servir de dépôt militaire, puis d'écurie; mais à la fin de la Grande Guerre patriotique, elle retourne au culte. Elle est rénovée, les peintures murales sont refaites et sa décoration intérieure provient des églises démolies de la région.
Le patriarche Alexis Ier y vient en visite le 21 juin 1949. En 1985, c'est au tour du métropolite de Tallinn, le futur Alexis II de Moscou; de s'y rendre. Dans la seconde moitié des années 1990, les coupoles sont redorées et les icônes de l'iconostase, datant des années 1940, sont remplacées par de nouvelles.

## Galerie

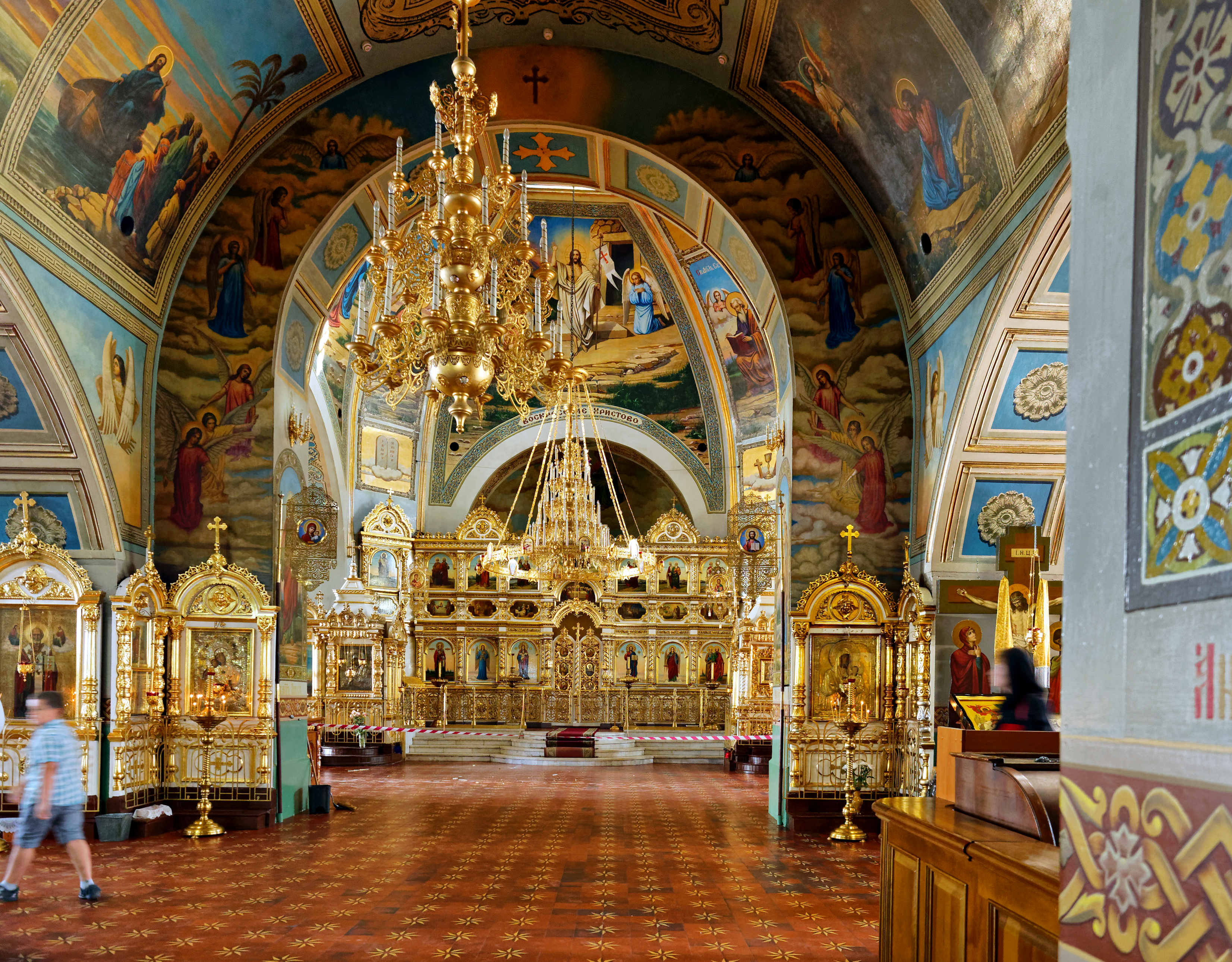
Iconostase principale.
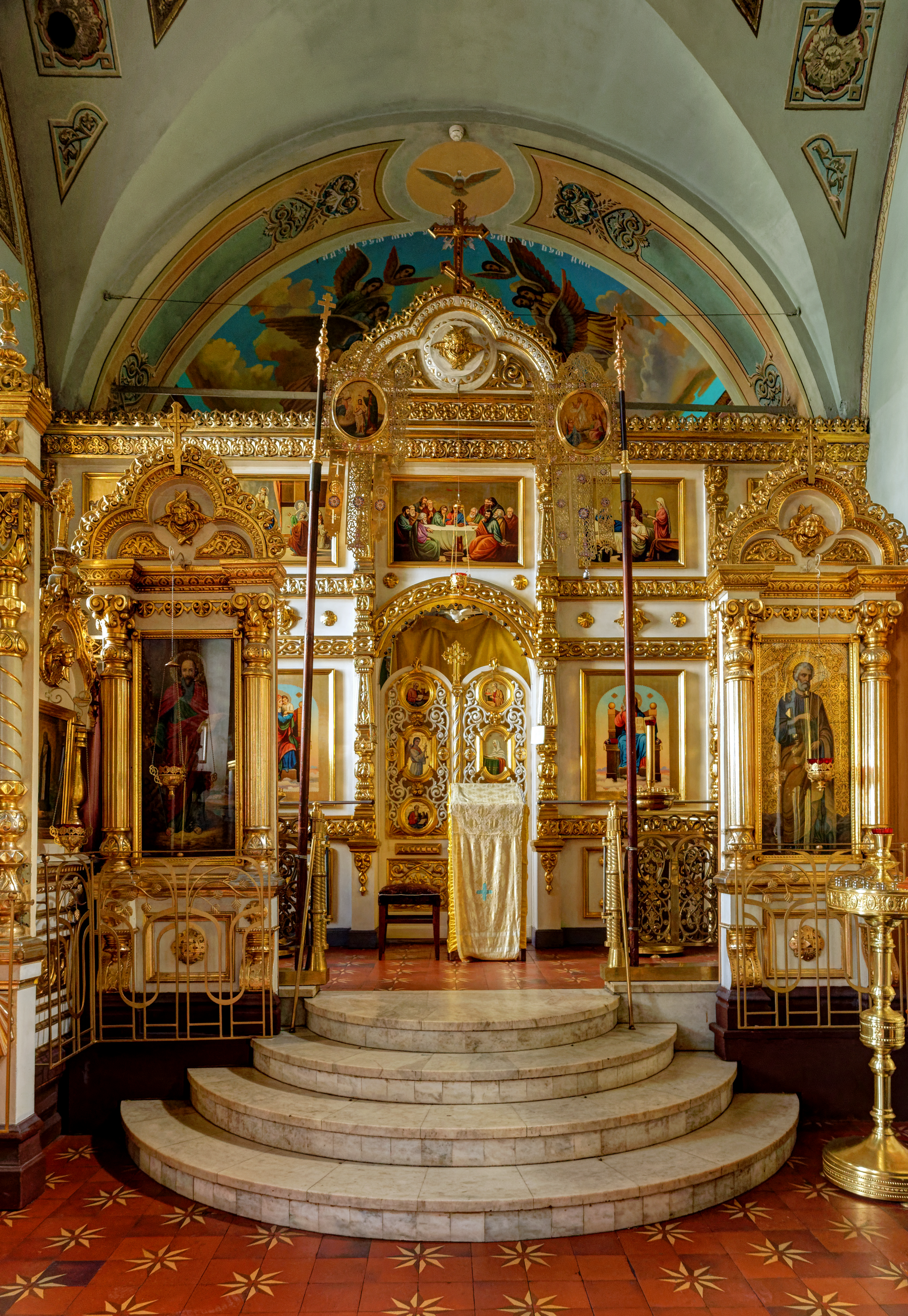
Iconostase latérale.
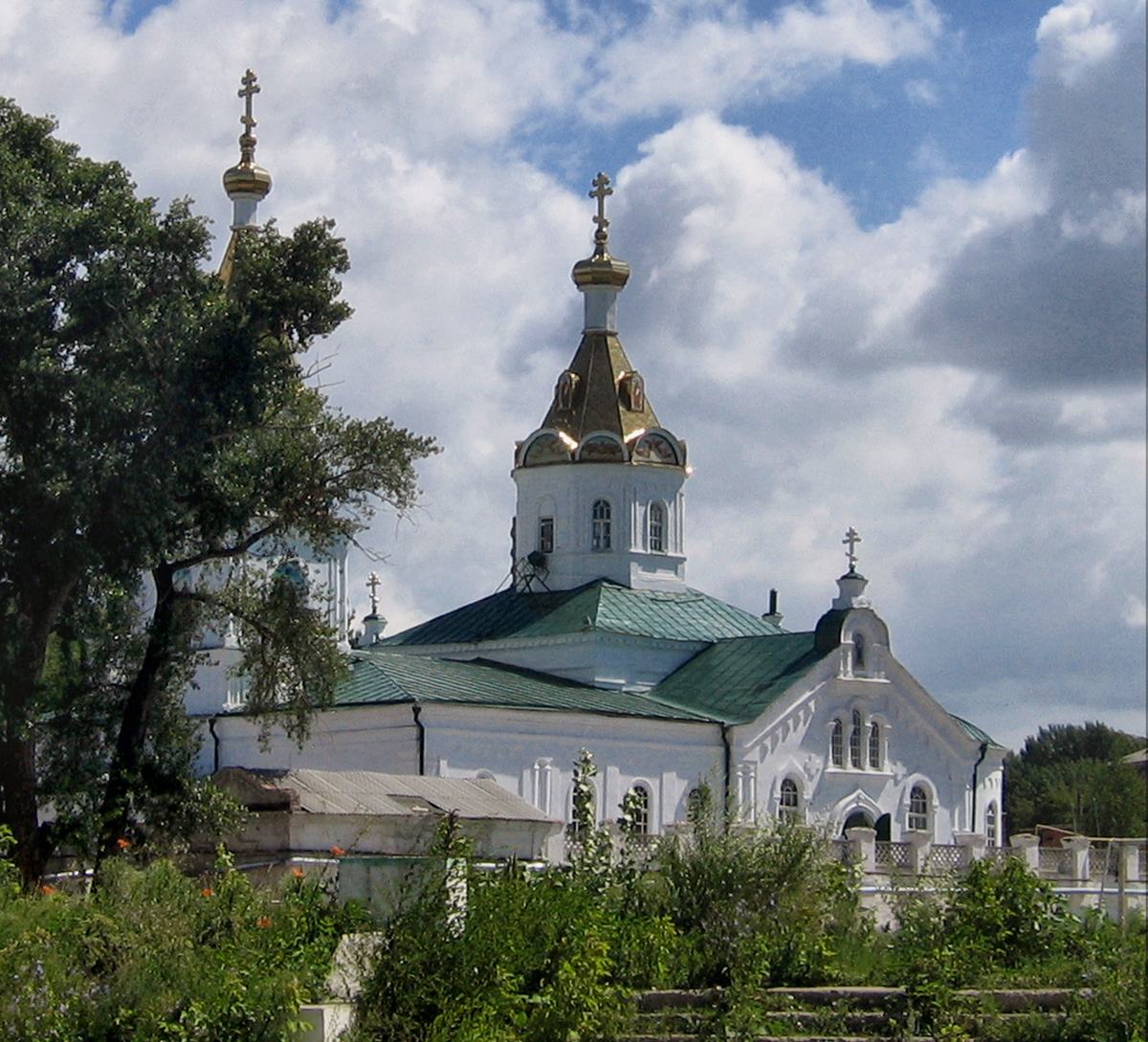
Vue extérieure.